# ليم شاي-مين
ليم شاي-مين (هانغل: 임채민) هو لاعب كرة قدم كوري جنوبي في مركزي قلب الدفاع والدفاع، ولد في 18 نوفمبر 1990 في كوريا الجنوبية. شارك مع منتخب كوريا الجنوبية لكرة القدم. أما مع النوادي، فقد لعب مع نادي سونغنام.

## وصلات خارجية
- ليم شاي-مين على موقع دوري كوريا الجنوبية (الإنجليزية)
- ليم شاي-مين على موقع إي إس بي إن إف سي (الإنجليزية)
- ليم شاي-مين على موقع قاعدة بيانات كرة القدم.إي يو (الإنجليزية)
- ليم شاي-مين على موقع ناشيونال فوتبول تيمز (الإنجليزية)
- ليم شاي-مين على موقع Soccerway.com (الإنجليزية)
- ليم شاي-مين على موقع عالم كرة القدم.نت (الإنجليزية)